# Heterakinae
Die Heterakinae sind eine Unterfamilie der Spulwürmer mit 82 Arten. Von tiermedizinischer Bedeutung ist vor allem die Gattung Heterakis als Parasiten beim Geflügel.

## Merkmale
Die drei Lippen sind abgerundet und mit Zwischenlippen oder deren Homologa verbunden. Die Kaudalflügel sind breit und durch lange, schlanke Papillen gestützt. Auch der Schwanz trägt einige Papillen.

## Systematik
Hodda (2022) unterteilt die Unterfamilie in 11 Gattungen:
- Bufonerakis Baker, 1980
- Cagourakis Petter, Chermette & Vassart, 1989
- Haroldakis Inglis, 1991
- Heterakis Dujardin, 1845
- Kiwinema Inglis & Harris, 1990
- Mammalakis Inglis, 1991
- Musserakis Hasegawa, Dewi & Asakawa, 2014
- Neoheterakis Kumar & Thienpont, 1974
- Odontoterakis Skrjabin & Schikhobalova, 1947
- Pseudaspidodera Baylis & Daubney, 1922
- Spinicauda Travassos, 1920